# 아이돌 굿즈
아이돌 굿즈(idol goods)는 아이돌 가수와 관련되어 엔터테인먼트 회사나 팬들이 만드는 각종 물건이다.

## 정의
‘굿즈(Goods)’란 상품, 제품, 상품이란 뜻을 가진 영어 ‘goods’에서 유래한 말로, 스타와 관련되어 있고 스타의 이미지 등이 그려진 각종 물건을 뜻한다. 국내에서도 굿즈는 단순 상품이 아닌 특정 스타 및 애니메이션과 관련된 상품을 지칭하는 말로 사용되고 있다. 굿즈는 스타와 관련한 상품 산업이 발달한 일본에서 들어온 용어이다. 해당 엔터테인먼트 회사에서 아이돌 가수의 이미지를 활용하여 만드는 컵, 사진 모음집, 엽서, 야광봉 등이 대표적인 굿즈의 형태이다. 굿즈는 자신이 누군가의 팬임을 드러내는 상징적 수단이 된다. 때문에 아이돌 굿즈는 상징적 의미가 담긴 상품이다. 상품으로서의 가치와 더불어 아이돌 스타 및 스타의 팬덤을 상징하는 가치를 동시에 지닌다. 때문에 팬덤 내에서 굿즈는 일반 상품과 다르게 거래되는 특성을 가지고 있다.

## 역사

### 1990년대: 1세대 팬덤
1990년대 후반 데뷔하여 2000년대 초·중반까지 활동했던 아이돌 그룹 H.O.T, 젝스키스, god, 신화, 핑클의 팬덤을 ‘1세대 팬덤’이라고 한다. 1세대 팬덤에서 스타는 곧 팬들의 우상이었고, 이들을 향해 아낌없는 환호와 열정을 보여주는 것이 스타에 대한 애정의 표현 방식이었다. 팬덤을 이루고 있는 주 구성원들은 10대 여성들이었다. 1세대 팬덤에서는 팬덤마다 자신들의 특징을 드러낼 수 있는 대표 색깔(하얀색, 노란색 등)이 있었다.이 대표 색깔로 자신들의 팬덤을 타 스타 팬덤 과 구별을 하는 데 사용하였다. 공식 팬클럽에 가입하는 것이 팬 활동을 시 작하는 것이었다. 팬클럽에 가입하고 나면 팬클럽 회원 카드와 팬덤의 대표 색깔로 된 우비, 풍선 등의 팬클럽 활동에 필요한 필수 물품을 받고 그것을 팬 활동에 적극적으로 활용하였다. 직접 시간을 내어 스타가 가는 곳을 찾아다니며 환호해주고 응원해주는 일이 팬 활동에서 큰 비중을 차지하였다.

### 2000년대: 2세대 팬덤
2000년대 중반 이후 등장한 아이돌 그룹 동방신기, 빅뱅, 슈퍼주니어, 2PM 등의 팬덤을 ‘2세대 팬덤’이라 부른다. 2세대 팬덤에서는 1세대와 조금 다른 모습을 보이게 된다. 1세대 팬덤에서 나타났던 자신들의 특징을 드러낼 수 있는 색깔로 타 스타 팬덤과 구별하기, 직접 시간을 내어 스타가 가는 곳을 찾아다니며 환호해주고 응원하기, 팬 활동을 하기 위해 팬클럽에 가입하고 엔터테인먼트 회사로부터 지급되는 공식 물품들을 받아 활용하는 모습은 여전히 존재한다. 그러나 1세대 팬덤을 이루고 있는 주 구성원들이 10대 여성들이었다면, 2세대 팬덤에서는 ‘누나 팬’, ‘이모 팬’, ‘삼촌 팬’으 로 불리는 1세대보다는 폭넓고 다양한 계층의 팬들이 팬덤을 구성하게 되었다.

## 분류

### 풍선
아이돌마다 아이돌을 대표하는 색상이 존재한다. 팬들은 아이돌 그룹의 색상의 풍선을 들고 객석을 물들인다. 1세대는 원색이었다. 에이치오티(HOT)는 흰색, 젝스키스는 노란색, 지오디(god)는 하늘색, 신화 주황색, 에스이에스와 핑클은 펄보라, 펄레드 색의 풍선을 사용했다. 멀리서도 눈에 띄는 강렬하고 선명한 색상을 선호했다. 2세대 이후 아이돌들은 ‘펄과 파스텔’을 활용해 틈새를 공략했다. 원더걸스는 빨간색 계열의 와인빛 나는 펄버건디, 소녀시대는 파스텔로즈였다. 샤이니 펄아쿠아그린, 슈퍼주니어 펄사파이어블루 등 갈수록 더 복잡한 혼합색들이 등장했다. 아이돌 그룹이 수백팀이나 되는 최근에는 더 복잡해졌다. B1A4는 파스텔애플라임, 방탄소년단은 보라색, 트와이스는 살구색과 네온 마젠타를 함께 사용한다. B1A4 쪽은 “그룹 이미지와 맞는 노란색 계열을 찾았는데, 이미 다른 색깔들은 포화 상태여서 파스텔애플라임을 선정하게 됐다”고 말했다. 대표색은 팬들과 상의하거나 기획사에서 선정한다. 풍선에서 응원봉, 우비, 슬로건 등에까지 다양하게 활용된다. 한 기획사 관계자는 “한번 정하면 해체하기 전까지는 그 색상을 활용해야 하는 만큼 그룹의 분위기와 잘 맞는 색을 짧게는 며칠 길게는 몇달간 심사숙고한다”고 했다. 단순한 응원의 의미를 넘어 그룹의 정체성을 상징한다. 팬과 아티스트를 연결해주는 매개체이기도 하다. 젝스키스 강성훈은 팬들을 “노랭이들”이라 부르고, 신화는 “주황 공주들”, 지오디는 “하늘색 친구”라고 부른다. 트와이스 쪽도 “트와이스라서 두 가지 색상을 함께 사용하는 것도 있지만 원스(트와이스 팬클럽 이름)와 트와이스가 언제나 함께한다는 의미도 내포하고 있다”고 했다.

### 응원봉
풍선 이후 등장한 가장 대표적인 아이돌 굿즈는 ‘응원봉’이다. 2000년대 초까지는 아이돌 가수를 응원할 때 풍선을 이용했지만 2000년대 후반에 들어서면서 응원봉이 등장했다. 응원봉은 각 아이돌의 이미지에 어울리게끔 제작된 휴대용 램프로, 주로 공연장에서 응원 도구로 쓰인다. 응원봉은 아이돌 그룹 각각의 특성을 담은 독특한 디자인뿐 아니라 불빛을 켤 수 있는 LED에 첨단 홀로그램 기술까지 더하며 진화하고 있다. 또한 블루투스 기능이 있는 응원봉의 경우 공연을 기획하는 측에서 불빛을 제어할 수 있다. 스마트폰을 통해 응원봉을 블루투스로 연결하고, 전용 어플리케이션에 자신의 좌석번호를 입력한다. 공연 스태프들은 이를 바탕으로 원하는 좌석에 원하는 색깔의 빛을 출력한다. 응원봉을 부르는 팬들의 애칭도 존재한다. 빅뱅의 응원봉은 '뱅봉', 트와이스의 응원봉은 막대사탕 모양이라 ‘캔디봉’이라 부르며, 엑소의 응원봉은 '에리디봉', '뉴리디봉', 방탄소년단의 응원봉은 ‘아미밤’이라는 이름을 가지고 있다. 이 외에도 워너원의 '너블봉', 갓세븐 '아가봉', 샤이니 '샤팅스타', 마마무 '무봉', 세븐틴 '캐럿봉', 우주소녀 '우주정봉' 빅톤 '빅키봉' 등이 존재한다.

### 잡화
과거에는 가수의 얼굴이 프린팅된 책갈피나 콘서트에서 사용할 풍선, 우비 등이 굿즈의 전부였지만 최근에는 굿즈가 식품, 의류에서부터 정보기술 기기까지 전반적인 라이프스타일 제품으로 폭넓게 진화되었다. 굿즈의 종류는 날로 다양해지는 추세다. 에코백, 향초, 파우치, 디퓨저 같은 생활용품부터 앞치마, 그릇, 머그잔, 텀블러 같은 주방용품에 이르기까지 굿즈가 넘나들지 않는 분야가 없다. 편의점 업계 씨유(CU)는 ‘워너원’ 교통카드와 LED네임 선풍기, 우산을 출시했고, 세븐일레븐은 ‘동방신기’ 3단 우산, ‘레드벨벳’ 비닐우산을 판매 중이다. 식료품 업계도 예외는 아니다. ‘엑소라면’, ‘샤이니 탄산수’, ‘레드벨벳 넛츠’처럼 컬래버레이션 제품도 많아지고 있다.

## 제작
팬덤 내 굿즈(Goods)의 형태가 다양해지면서 팬들 사이에서 ‘굿즈(Goods)’라는 말은 두 가지 갈래로 나뉘어 사용되고 있다. 해당 아이돌 스타가 소속된 엔터테인먼트 회사에서 제작하는 ‘공식 굿즈(Goods)’와 스타의 이미지를 재가공하여 팬들이 직접 제작해서 판매·공유하는 ‘비공식 굿즈(Goods)’로 나누어진다.

### 공식 굿즈
초기 이러한 굿즈의 생산은 아이돌 스타의 소속사 주도로 이루어졌다. H.O.T., 젝스키스 등의 1세대 아이돌 그 룹의 팬들이 스타를 상징하는 색깔 풍선과 우비 등의 상품을 구매한 것이 대표적 예라 할 수 있다. 이렇게 소속사의 기획을 통해 제작된 굿즈를 일컬어 공식 굿즈라 부른다. 앞서 언급한 것처럼 굿즈는 상품 가치와 더불어 상징 가치를 지니고 있어 같은 종류의 상품보다 높은 가격에 판매된다. 일반적인 상품 가치에 상징 가치의 가격이 더해지는 것이다. 공식 굿즈의 가격을 살펴보면 로고가 박힌 볼펜이 6천 원, 스타의 사진이 들어간 점퍼는 17만 5천 원 야광봉이 2만 원에 판매된다. 같은 종류의 일반 상품의 가격에 비하면 상대적으로 높은 가격이다. 팬덤 구성원들은 이러한 공식 굿즈가 지닌 상징 가치를 인정하며 충성도 높은 구매를 보인다.

### 비공식 굿즈
팬덤 구성원들은 공식 굿즈에 대한 부정적 담론을 형성하기 시작했다. 공식 굿즈가 비싼 가격에 비해 질이 낮기 때문이다. 이러한 부정적 태도에서 시작된 것이 팬들이 자체적으로 제작하는 팬 제작 상품, 소위 말하는 '비공식 굿즈'이다. 팬들은 공식 굿즈의 형태를 모방하여 인형, 우산, 머그컵, 달력, DVD, 포토북 등 유사한 형태의 상품을 제작하는데, 공식 굿즈에 비해 가격이 저렴할 뿐 아니라 공식 굿즈에 준하는 질로 제작된다. 뿐만 아니라 비공식 굿즈는 개인의 취향에 맞게 제작된다는 점에서도 상품으로서의 이점을 지닌다. 예컨대 공식 굿즈로 제작되는 포토북의 경우 아이돌 그룹의 모든 멤버의 사진을 포함하고 있는 반면, 비공식 굿즈로 제작된 포토북은 모든 멤버 뿐만 아니라 특정 멤버 한 사람만의 사진을 모아 제작이 가능하다. 특정 멤버만을 좋아하는 팬덤 구성원들에게 이러한 비공식 굿즈의 세분화 된 특성은 더 높은 상품가치를 갖는다. 비공식굿즈는 공식 굿즈의 상품가치가 지닌 한계를 보완하면서 팬덤 내에서 시장을 확보하게 된 것으로 이해할 수 있다.

## 대한민국 시장 규모
현재 대한민국 아이돌 굿즈 산업 규모는 1000억원을 넘어선 것으로 추정된다. 2016년 대한무역투자진흥공사에 따르면, 2014년 기준 아이돌 굿즈와 초상 관련 상품 시장 규모는 약 750억원이었다. SM엔터테인먼트의 굿즈 관련 매출이 2014년 약 290억원에서 2015년 약 580억원으로 크게 증가한 것을 미루어 봤을때, 관련 시장 규모 역시 더욱 빠르게 확대됐을 것으로 예상된다. 국내 주요 연예기획사들은 커지는 굿즈 시장에 발맞춰 공식 온‧오프라인 쇼핑몰을 열어 운영 중이다. SM은 2015년 삼성동 코엑스옆 6층규모의 SM 코엑스 아티움을 열었다. FNC엔터테인먼트도 지난해 명동에 굿즈샵 ‘FNC와우’ 운영을 시작했다. YG엔터테인먼트는 제주도에 YG타운 개점을 앞둔 상태다. 판매되는 굿즈 품목 역시 다양화되고 있다. 방탄소년단의 공식 온라인 쇼핑몰에선 앨범, 포스터, 엽서, 응원봉 등은 기본이고 머리끈, 핸드폰케이스, 가방, 파우치, 키링, 스카프 등 다이소 뺨치는 다양한 잡화들을 판매하고 있다. 10만원대에 달하는 점퍼는 물론 모자, 뱃지, 팔찌, 달력 등 인기상품들이 모두 품절된 상태였다. 유통업계도 연예기획사와 협업해 아이돌 상품을 만들어내고 있다. SK플래닛의 11번가는 지난달 8일 SM 소속 걸 그룹인 레드벨벳과 보이 그룹 샤이니 멤버 태민의 이미지 상품을 단독으로 판매했다. 롯데마트도 24만8000원짜리 워너원 11인 피규어 세트를 점포당 200개 한정으로 총 11개 점포에서 팔았는데, 판매 예약을 시작한 지 2시간 만에 다 팔렸다. 김수경 SK플래닛 11번가 MD3본부장은 “아이돌 상품 시장은 성장 잠재력이 무한하다”며 “앞으로 의류, 생활용품, 식품 등 전방위에 걸친 다양한 상품을 내놓을 예정”이라고 말했다. 일부 연예기획사는 아이돌 상품 사업에 대한 투자도 늘리고 있다. SM은 자체 브랜드인 ‘썸(SUM)마켓’을 만들어, 코엑스 내 복합 문화 공간 ‘SM타운’에서 판매하고 있다. YG는 화장품 브랜드인 문샷을 냈다. 연예계 관계자는 “음반 시장이 침체기를 맞으면서 더 이상 앨범과 공연만으로는 수익을 얻기 힘들어지고 있다”며 “관련 상품 사업은 해당 가수가 활동을 하지 않을 때도 판매할 수 있는 안정적 수익원”이라고 말했다.

## 해외 시장 반응
대한민국의 오픈 마켓인 11번가는 2018년 1월부터 5월까지 ‘글로벌 11번가’에서 아이돌 굿즈(음반 제외) 구매고객 국가 비중을 분석한 결과, 대만이 30.7%로 1위를 차지했다. 2위는 일본으로 10.8%를 기록했으며, 미국은 10.6%, 중국은 6.6%, 홍콩은 6.2%로 뒤를 이었다. 인기 품목으로는 응원봉, 포토카드부터, 티셔츠, 여권케이스 등 일상생활에서 사용할 수 있는 패션잡화들이 꼽혔다. 해외 시장에서는 한류 열풍으로 한국 아이돌 굿즈를 구매하려는 해외 팬들이 많아지면서 굿즈 시장 내 ‘역직구 현상’이 나타났다. ‘역직구 현상’이란 해외 소비자들이 국내 온라인 쇼핑몰에서 상품을 직접 구입하는 쇼핑 방식이다. 온라인 쇼핑 11번가도 한류 상품 구매 채널로 부상하고 있다. 11번가는 한류 열풍으로 한국 아이돌 굿즈를 구매하려는 해외 팬들이 많아지고 굿즈 시장 내 ‘역직구 현상’이 나타나면서 글로벌 유통채널로 적극 활용되고 있다.

## 구매 방법

### 팝업스토어
백화점 업계에서 팝업스토어에 중소기업 상품 외에 유명 캐릭터 및 아이돌 굿즈, IT 상품까지 구비하면서 집객 효과를 극대화하고 있다.

### 각 소속사의 매장
SM 엔터테인먼트에서는 2015년 1월 13일 서울특별시 강남구 삼성동 코엑스에 복합문화공간인 'SM타운 코엑스 아티움'을 개업하였다. 6층 건물인 이곳은 굿즈 판매 공간, 체험 스튜디오, 홀로그램 극장 등으로 구성되어 있다.
YG 엔터테인먼트에서는 2018년 4월 제주특별자치도 서귀포시 신화테마파크 인근에 YG타운을 열었다. 이곳에는 지드래곤이 디자인한 카페와, 볼링 클럽 등이 들어섰다. 그 밖에 YG 엔터테인먼트에서는 소속 가수의 활동 일정에 따라 팝업스토어를 열어, 각종 이벤트를 열고 굿즈를 판매한다.
FNC 엔터테인먼트는 2017년 10월 서울특별시 중구 명동에 'FNC WOW'라는 카페를 열었다. 이곳에서는 소속 가수의 이름을 붙인 메뉴를 판매하며, 소속 가수의 콘텐츠를 볼 수도 있다. 큐브 엔터테인먼트는 성동구 성수동 사옥 1층에 '20SPACE', 일명 '큐브카페'라는 카페를 운영 중이다. 이곳에서는 소속 가수의 활동 일정에 따라 가수를 콘셉트로 한 특별 메뉴를 한정 판매한다. 카페에서는 굿즈도 판매한다.

### 온라인커머스
과거 소속사를 통해서만 판매됐던 굿즈 시장은 온라인으로 넘어가는 추세다. 온라인 시장이 아이돌 ‘굿즈’ 판매의 유통로로 적극 활용되고 있다. 온라인 업계는 아이돌 소속사와 계약을 맺고 해당 굿즈를 단독 판매하기도 한다. 옥션은 빅뱅의 콘서트 공식 굿즈를 단독 선판매한 바 있다. 빅뱅 공식 응원봉과 ‘10주년 헤드킷’을 비롯해 국내 미출시 상품인 ‘빅뱅 라이트 핑거링’, 미니 야광봉으로 활용 가능한 ‘빅뱅 보조배터리 VER.2’ 등을 단독 할인 판매했다.
또한 SK플래닛 11번가가 국내 최대 팬덤을 보유한 한류 대표 아이돌 엑소(EXO)의 콘서트 굿즈 공식 온라인 판매처로 나섰다. 11번가에서 판매하는 제품은 2017년 엑소 신규 네임택, 공식티셔츠, 마스크 등 7종이다. 또 손목액세서리, 슬로건타올, 폰케이스 등 다양한 패션잡화와 더불어 엑소 공연 브로슈어, 엽서, 브로마이드, 향초, 피크닉매트, 머그컵 등 30여 종의 베스트셀러 굿즈도 함께 판매한다. 이처럼 온라인커머스 기업들이 소속사와 협업을 이어가는 까닭은 최근 아이돌 굿즈가 품귀 현상을 빚으며 수익성 제고에 톡톡한 효과를 내고 있기 때문이다.

## 비판

### 부정적인 관점
유통업계에서 아이돌 굿즈 마케팅이 과열되면서 일각에선 '신(新) 등골브레이커'로 부상했다는 지적도 나온다. 일정 금액을 구매해야 팬 사인회에 참여할 수 있거나 응모 기회를 주는 경우도 있기 때문이다. 단품 구매가 큰 부담이 없더라도 꾸준히, 여러 개 구매하면 100만원도 순식간에 없어진다. 기업들이 앞다퉈 아이돌 굿즈 마케팅에 열을 올리는 가운데 일각에서는 팬덤을 이용해 과도한 상술을 벌이고 있다는 지적도 제기됐다. 실제 2017년 12월 롯데제과는 ‘요하이와 함께하는 워너원 팬사인회’ 이벤트로 과도한 상술이라는 비난을 받은 바 있다. 1만원 이상의 과자 구매를 인증하면 이벤트에 응모할 수 있는데 결과를 바로 확인할 수 없을뿐더러 응모 횟수나 연령대에 제한이 없었다. 때문에 경쟁적으로 응모하도록 조장하는 것이 아니냐는 지적을 받았다. 또 같은 달 그룹 ‘EXO’를 모델로 한 자연주의 화장품 브랜드 네이처리퍼블릭은 ‘2018 EXO 팬 페스티벌’ 응모 행사를 진행했다. 팬들 사이에서는 굿즈에 대한 의견이 다양했다. 다양한 굿즈 상품을 소장할 수 있음에 반가움을 표하는 한편 굿즈라는 타이틀 때문에 가격을 높게 책정하는 등 아이돌의 이미지를 내세워 도가 지나친 마케팅을 벌이고 있다는 불만도 가졌다.
과도하게 상품화했을 경우 논란이 되기도 한다. 걸 그룹 여자친구가 2018년 1월 6~7일 단독 콘서트를 앞두고 선보인 키링, 응원봉, 우산, 카드, 셔츠, 부채 등 굿즈들 중 길이 180cm·폭 60cm의 대형 쿠션이 논란이 됐다. 실제 모습에 가깝게 여자친구 멤버들의 사진이 쿠션으로 만들어져 '성상품화' 비난이 일었다. 팬들 사이에서 불매운동이 벌어지자 소속사는 이내 생산과 판매를 중단했다. 이처럼 아이돌 굿즈는 때로는 논란이 되기도 하지만 굿즈 시장이 커지는 만큼 유통업체들도 흐름에 편승해 굿즈 마케팅에 열을 올릴 것으로 전망된다. 업계 관계자는 "상술이라는 비판적인 시선도 있지만 이벤트 내용을 잘 따져가며 실제 자신에게 필요한 상품을 선택한다면 더욱 합리적인 소비를 할 수 있다"며 "한정판매를 기본으로 하기 때문에 소비자들은 구매과정에서 성취감을 느끼고 SNS(사회관계망서비스)를 통해 공유할 수 있어 굿즈 구매 열기는 식지 않을 것"이라고 말했다.